# Milton (Kansas)
Milton es un lugar designado por el censo ubicado en el condado de Sumner  en el estado estadounidense de Kansas. En el año 2010 tenía una población de 155 habitantes.

## Geografía
Milton se encuentra ubicado en las coordenadas 37°25′53.47″N 97°46′24.96″O / 37.4315194, -97.7736000 (37.4315200 	-97.7736000).